# Sønderborg friv. Brandværnsorkester
Sønderborg frivillige Brandværnsorkester er et brassband med ca. 30 musikere.

## Historie
Sønderborg frivillige Brandværnsorkester blev stiftet i 1885. Orkestret var en del af Sønderborg frivillige Brandværn, der var et af en række frivillige brandværn, der blev oprettet i Nordslesvig i slutningen af 1800-tallet efter tysk inspiration. Oprindelig havde brandværnenes musik med signalhorn en vigtig funktion i værnenes arbejde som kommandosignaler under ildebrande. Herudfra udviklede de uniformerede brandværnsorkestre med messingblæsere og slagtøj sig til mere bredt anvendelige underholdningsorkestre, der fortsat i dag optræder i lokalsamfundene på særlige mærkedage, f.eks. ved by- og ringriderfester.
Da det ikke var muligt at finde en kvalificeret dirigent, måtte orkesteret lukke fra 1979 til 1981, hvor orkestret på initiativ af blandt andet brandkaptajn Poul Muhlig blev genetableret med Ejner Lund som dirigent.
Det frivillige brandværn i Sønderborg overgik til at være bemandet med professionelle brandmænd i 2015, og blev derfor nedlagt. Orkesteret forsatte dog sit musikalske virke under navnet Sønderborg friv. Brandværnsorkester. Orkestret er opbygget som et traditionelt brassband efter britisk forbillede. Det er i dag et af seks tilbageværende sønderjyske brandværnsorkestre, der udover Sønderborg tæller orkestre i Broager, Højer, Rinkenæs, Skodborg og Tinglev.
Sønderborg friv. Brandværnsorkester tæller ca. 30 musikere.

## Dirigent
Orkestrets dirigent er Trine Thomsen.